# Автодорога районного значения K40 (Бад-Берлебург)

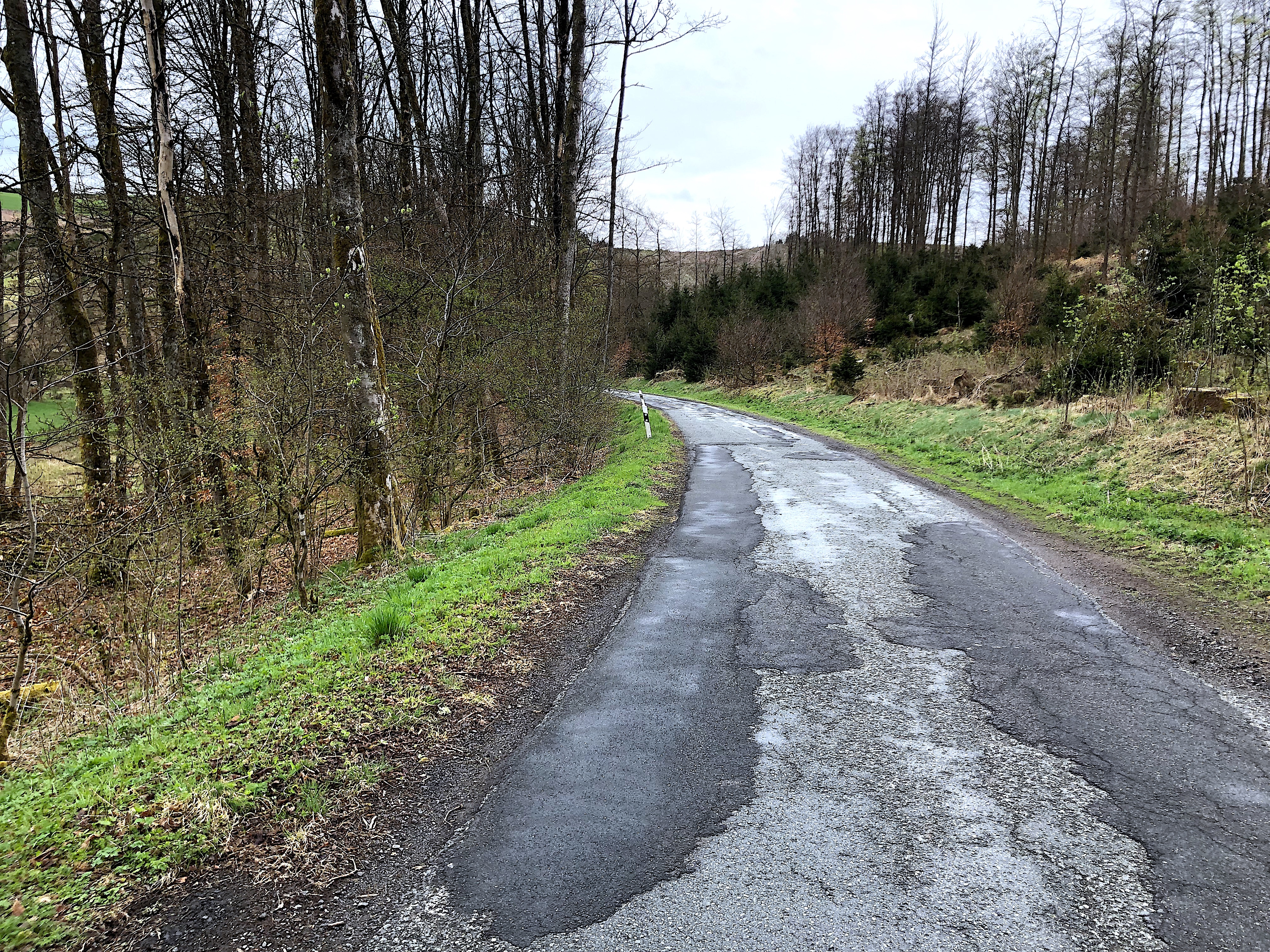
Нереконструитрованный участоу автодороги южнее хутора Форм Коль, апрель 2025

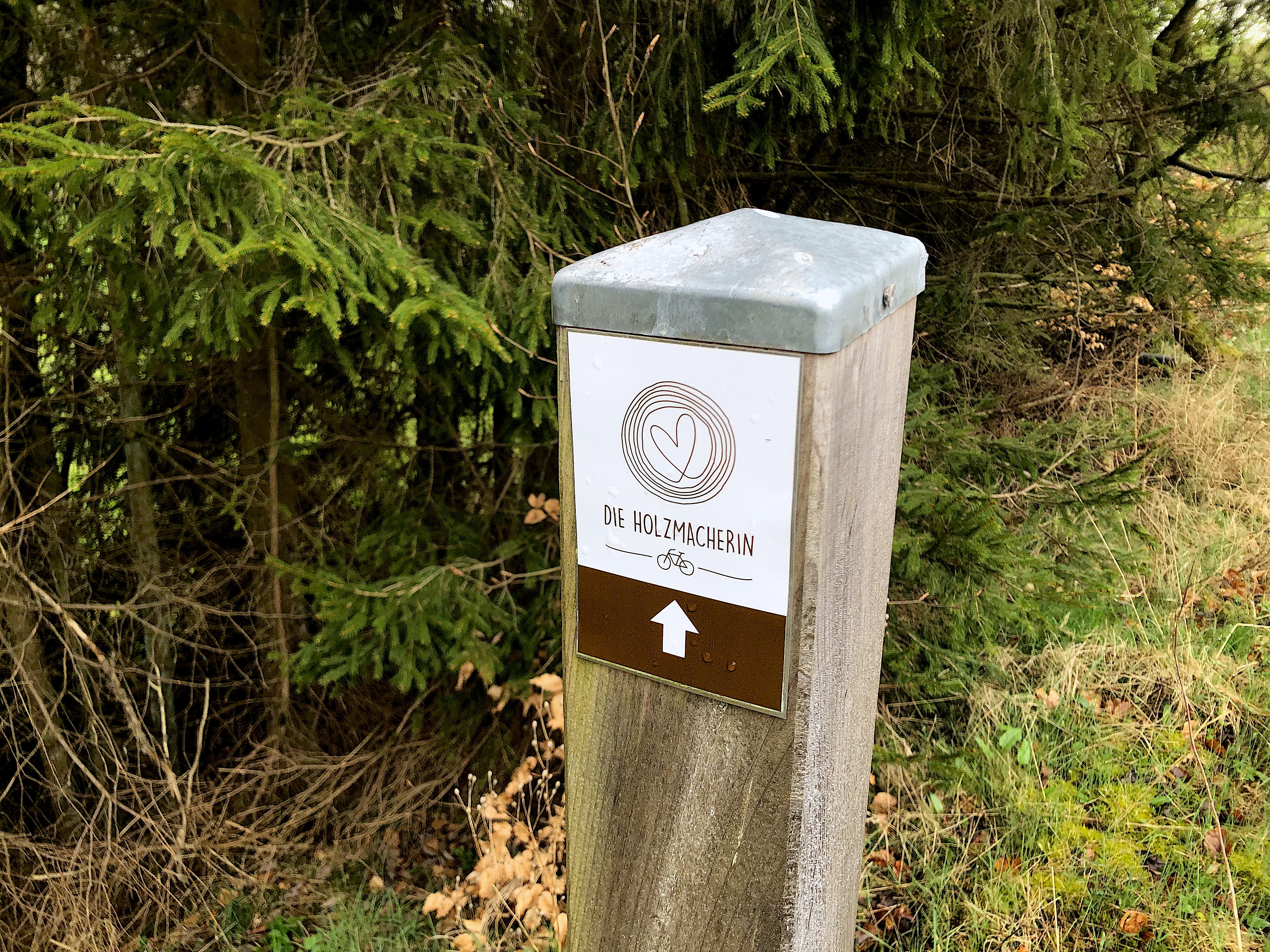
Велосипедный туристский маршрут по дороге K40.

K40 (Бад-Берлебург) (нем. K40 (Bad Berleburg)) — автомобильная дорога районного значения (Зиген-Виттгенштайн) в пределах городской территории Бад-Берлебурга (горный регион Виттгенштайнер-Ланд, Северный Рейн-Вестфалия, Германия).

## Положение
Дорога начинается от автобусной остановки «Христианзекк-Абцвайг» (нем. Christianseck-Abzweig) на автодороге земельного значения L717, проходит по низкогорной долине ручья Меннербах до поселения Эльзофф и уходит через реку Эльзофф к границе земли Гессен (до автодороги  K130). Длина дороги около 11 км.

## Значение
В условиях горно-лесной местности, суровых заснеженных зим и редкой сети местных дорог, K40 имеет важное значение для населённых пунктов, удалённых от административного центра Бад-Берлебург.

## История
Ещё в 1928 году дороги, как таковой, не существовало. От Форм-Коля (тогда хутор назывался «Лилиенберг», а Форм-Колем назывался нынешний хутор «Ауф дем Коль») можно было добраться до дороги Берлебург-Диденсхаузен (ныне дорога L717) лишь по колёсной лесной грунтовой дороге. И только от Христианзекка начиналась гравийная дорога в сторону Эльзоффа, что приводило к изоляции местных населённых пунктов в зимнее время.
Согласно топографической карте Берлебург (1:25000) Великогерманского рейха, в 1944 году положение не изменилось и единой дороги, как таковой, не существовало.
Только после Второй Мировой войны и образования ФРГ начались работы по строительству автомобильной дороги, пригодной для полноценного автомобильного сообщения. Был уложен асфальт. Но суровые горные условия приводили к быстрой порче автомобильного полотна и к 2018 году вновь встала задача капитальной реконструкции K40. В 2019 году дорога стала реконструироваться на основе современных требований. Работы по реконструкции продолжаются и по сей день.
Движению по K40 мешают участившиеся бури и ураганы, приводящие к падению деревьев на дорожное полотно.

## Оборудование дороги
Новые участки дороги K40 оборудуются следующим образом:
- На поворотах останавливается бордюрное ограждение
- Устанавливаются люки водосливной канализации и укладываются водопропускные трубы
- Устанавливаются ограничительные белые столбики с нанесёнными на них через каждые 200 метров обозначениями названия дороги и указанием расстояния от дороги L717
- По краям дороги наносится белая разметка из светоотражающих материалов
- На пересечении с ручьями устанавливаются перильные ограждения
- На всех перекрёстках устанавливаются дорожные указатели

После проведения реконструкции дорога приобретает важное туристское значение. В настоящее время по ней проложен тематический велосипедный туристский маршрут «Хольцмахерин».